# 세니 쁘라못
몸라차웡 세니 쁘라못(태국어: ม.ร.ว. เสนีย์ ปราโมช, 1905년 5월 26일 - 1997년 7월 28일)은 라마 2세 계보의 태국의 왕족으로, 태국 민주당(태국어: พรรคประชาธิปัตย์ 팍쁘라차티빳[*]) 소속의 정치인이다. 태국 총리직을 세 번(6대, 12대, 13대) 역임하였다. 형제로 남동생인 큭릿 쁘라못이 있으며 그 역시 정치인이였다.

## 생애
세니는 영국으로 유학을 가 더비셔의 트렌트 칼리지에서 공부하였으며, 옥스퍼드 대학교의 워스터 칼리지에서 법학 2등 학위(second-class degree)를 받았다. 그런 후에 그레이 법조원에서 공부를 계속하여 최우등(first honours)으로 졸업하였다. 태국으로 돌아온 후에는 태국의 법률을 공부하며 6개월 간 태국 대법원 수습직을 맡은 후 민사법원에서 일하기 시작하였다. 그러나 얼마 후 세니는 태국 외무부 소속이 되었다가 미국에 대사로 떠나게 되었다.

### 자유 태국 운동
세니가 미국 대사로 지내던 도중 일본 제국이 태국을 침공하여 괴뢰화된 쁠랙 피분송크람 정권이 1942년 1월 25일 영국과 미국에 선전포고를 하였다. 주영 태국 대사는 본국의 선전포고를 그대로 전달하였으나, 세니는 이를 거부하고 미국에서 일본에 저항하는 운동을 조직하는 방안을 고려하였다.
그해 12월 8일 아침 미 국무장관 코델 헐과의 회견 후 관련 문제 회의를 위해 대사관으로 돌아간 세니는 태국 사무관들과 만장일치로 연합국 측과 운명을 같이하기로 결정하였다. 같은 날 오후 세니는 연합국에 협력하기 위해 미 국무부로 돌아와 일본에 대한 태국의 항복에 대해 태국 국내의 친일 세력을 비판하였다. 그러면서 세니는 헐에게 전쟁을 추진하며 태국인의 미국 내 자산 동결을 해제해 줄 것을 요구하였으며, 미국의 태국인들은 "비록 본국 정부는 일본 손아귀에 있더라도 진정으로 애국적이며 평화를 사랑하는 태국인의 정부를 조직하고 보호할 수 있을 것"임을 시사하였다.
미국 정부도 호응하여 세니가 계속해서 태국 정부를 대변하는 것처럼 행동하기로 결의하였다. 이로써 세니는 미국 내 태국계 자산에 접근할 수 있게 되었다. 미국 정부는 세니에게 "믿을 만하고 영향력 있으며 분명히 애국적인 반일 인사"의 목록을 작성해 달라고 요구하였는데, 세니는 섭정 쁘리디 파놈용, 정치인 쿠앙 아파이웡과 윌랏 오사타논, 외교관 프라야 시세나, 디렉 차야나마 등을 그런 믿을 만한 인물로 거론하였다.
나아가 세니는 태국인 자원자를 연합국 지원에 동원하는 계획을 진행시켰다. 이 '자유 태국 운동'의 자원자로는 대사관의 태국 사무관 및 가족들 및 여러 미국 대학에 다니는 태국 학생들이 주축이 되었다. 태국 학생 다수는 1월에 있었던 태국 선전포고 후 본국으로 귀환하지 않고 남기를 선택했던 것이다. 대부분의 학생들은 세니처럼 조국이 일본의 침략에 희생양이 된 것으로 보았다.

### 전후
세니는 방콕으로 귀환한 1945년 9월 17일 태국 총리가 되었다. 그러나 세니는 쁘리디파 내각의 필두로서 주어진 총리직이 꽤 불편한 자리라는 걸 알게 되었다. 띠앙 시리칸 등 북동부의 포퓰리스트 정치인이나 상완 뚤라락사 등 방콕 정계의 신참은 귀족적인 세니로서는 함께하기 힘든 사람들이었다. 반대로 그들은 점점 세니를 태국의 정치 현실과는 동떨어진 엘리트주의자에 불과하다고 생각했다. 또한 쁘리디는 쿠앙 정권에서 그랬던 것처럼 막후에서 권력을 계속 유지하려고 했다. 쁘리디가 실력과 권위를 행사하며 활동하자 콧대 높고 민감한 세니는 자연히 쁘리디에 반감을 품을 수밖에 없었는데, 이런 상황은 전후 태국 정치에 좋지 못한 영향을 끼쳤다.